# Gabriel Akuwudike
Gabriel Akuwudike ist ein britisch-nigerianischer Schauspieler.

## Leben
Akuwudike ist nigerianischer Abstammung. Als Kind wurde bei ihm ADHS diagnostiziert. Er bezeichnete sich selbst als keinen guten Schüler und lediglich die Schulfächer Sport und Schauspiel machten ihm Spaß. Mit 19 oder 20 Jahren entschied er für sich, Schauspieler werden zu wollen und besuchte das Weekend Arts College. Aufgrund seines ADHS besucht er regelmäßig einen Therapeuten.
Er war erstmals 2018 als Episodendarsteller in den Fernsehserien The Bisexual und Informer als Fernsehschauspieler zu sehen. Im Folgejahr gab Akuwudike sein Spielfilmdebüt im Fernsehfilm Brexit – Chronik eines Abschieds. 2021 hatte er wiederkehrende Rollen in den Fernsehserien Krieg der Welten, Ridley Road und Hanna inne. 2022 folgten Rollenbesetzungen in den Kurzfilmproduktionen Bluebird und Express. 2024 erhielt er eine Rollenbesetzung im Spielfilm The Beautiful Game. Seit demselben Jahr stellt er die Rolle des Hagen in der Fernsehserie Der Herr der Ringe: Die Ringe der Macht dar.
Als Bühnendarsteller war er unter anderen in den Stücken Dealing with Clair und Time is Love/Tiempo es Amor sowie mehreren Inszenierungen am Drama Centre London zu sehen.

## Filmografie (Auswahl)
- 2018: The Bisexual (Fernsehserie, Episode 1x01)
- 2018: Informer (Fernsehserie, Episode 1x02)
- 2019: Brexit – Chronik eines Abschieds (Brexit: The Uncivil War, Fernsehfilm)
- 2019: Berlin Station (Fernsehserie, Episode 3x10)
- 2019: Game of Thrones (Fernsehserie, Episode 8x06)
- 2019: 1917
- 2020: Cursed – Die Auserwählte (Cursed, Fernsehserie, Episode 1x03)
- 2021: Krieg der Welten (Fernsehserie, 3 Episoden)
- 2021: Ridley Road (Fernsehserie, 4 Episoden)
- 2021: Hanna (Fernsehserie, 5 Episoden)
- 2022: Bluebird (Kurzfilm)
- 2022: Express (Kurzfilm)
- 2023: Screw (Fernsehserie, Episode 2x04)
- 2023: The Doll Factory (Fernsehserie, Episode 1x01)
- 2024: The Beautiful Game
- seit 2024: Der Herr der Ringe: Die Ringe der Macht (The Lord of the Rings: The Rings of Power, Fernsehserie)

## Theater (Auswahl)
- Hamnet, Regie: Erica Whyman, RSC / Garrick Theatre
- King Lear, Regie: Helena Kaut-Howson, Shakespeare’s Globe Theatre
- Blackmail, Regie: Anthony Banks, Simon Friend Entertainment
- Either, Regie: Guy Jones, Hampstead Theatre
- Time is Love/Tiempo es Amor, Regie: Chè Walker, Finborough Theatre
- Dealing with Clair, Regie: Richard Twyman, Orange Tree Theatre
- A Gym Thing, Regie: Phil Scott-Wallace, Small Things Theatre
- No On is an Island, Regie: Anna Coombs, Tangle
- Mary Barnes, Regie: Georgina Sowerby, Drama Centre London
- The Caucasian Chalk Circle, Regie: Sean Aita, Drama Centre London
- Troilus & Cressida, Regie: David Jackson, Sam Wanamaker Festival, Shakespeare’s Globe
- Love and Information, Regie: Jonny Humphries, Drama Centre London
- As You like it, Regie: Sebastian Harcombe, Drama Centre London
- Pretend it away, Regie: Anthony Clarke, Drama Centre London
- Tartuffe, Regie: Georgina Sowerby, Drama Centre London
- The Cherry Orchard, Regie: Sebastian Harcombe, Drama Centre London